# U.S. National Championships 1887 - Singolare femminile
Ellen Hansell ha battuto in finale Laura Knight con il punteggio di 6–1, 6–0.

## Tabellone

### Legenda
| - Q = Qualificato - WC = Wild card - LL = Lucky loser | - ALT = Alternate - SE = Special Exempt - PR = Protected Ranking | - w/o = Walkover - r = Ritirato - d = Squalificato |

## Fase finale
|  | Quarti di finale | Quarti di finale | Quarti di finale | Quarti di finale | Quarti di finale |  |  | Semifinali       | Semifinali       | Semifinali   | Semifinali   | Semifinali   |   |   | Finale        | Finale        | Finale        | Finale | Finale |  |
|  |                  |                  |                  |                  |                  |  |  |                  |                  |              |              |              |   |   |               |               |               |        |        |  |
|  | Ellen Hansell    | Ellen Hansell    | Ellen Hansell    | 6                | 6                |  |  |                  |                  |              |              |              |   |   |               |               |               |        |        |  |
|  | Jessie Harding   | Jessie Harding   | Jessie Harding   | 1                | 0                |  |  | Ellen Hansell    | Ellen Hansell    | 2            | 6            | 6            |   |   |               |               |               |        |        |  |
|  | Helen Day Harris | Helen Day Harris | Helen Day Harris | 6                | 6                |  |  | Helen Day Harris | Helen Day Harris | 6            | 4            | 4            |   |   |               |               |               |        |        |  |
|  | Louise Allerdice | Louise Allerdice | Louise Allerdice | 3                | 5                |  |  |                  |                  |              |              |              |   |   | Ellen Hansell | Ellen Hansell | Ellen Hansell | 6      | 6      |  |
|  | Laura Knight     | Laura Knight     | Laura Knight     | 6                | 6                |  |  |                  |                  | Laura Knight | Laura Knight | Laura Knight | 0 | 1 |               |               |               |        |        |  |
|  | Ruth Cott        | Ruth Cott        | Ruth Cott        | 0                | 3                |  |  | Laura Knight     | Laura Knight     | Laura Knight | 6            | 6            |   |   |               |               |               |        |        |  |
|  |                  |                  |                  |                  |                  |  |  | Alice Janney     | Alice Janney     | Alice Janney | 0            | 3            |   |   |               |               |               |        |        |  |
|  |                  |                  |                  |                  |                  |  |  |                  |                  |              |              |              |   |   |               |               |               |        |        |  |